# میامی (تگزاس)
میامی، تگزاس (به انگلیسی: Miami, Texas) یک شهر در ایالات متحده آمریکا با جمعیت ۵۹۷ نفر است که در تگزاس واقع شده‌است.

## موقعیت جغرافیایی
موقعیت جغرافیایی شهرها و مناطق اطراف به شرح زیر است: